# Roselyn
Roselyn è un cortometraggio muto del 1915 diretto da Harry Lambert.

## Produzione
Il film fu prodotto dalla Vitagraph Company of America.

## Distribuzione
Distribuito dalla General Film Company, il film - un cortometraggio in due bobine - uscì nelle sale cinematografiche statunitensi il 6 marzo 1915 dopo essere stato presentato in prima a New York al Vitagraph Theatre il 21 febbraio 1915.